# جائزة السويد الكبرى 1978
جائزة السويد الكبرى 1978 هو سباق فورمولا 1 أقيم بتاريخ 17 يونيو 1978 في حلبة أندرستورب، السويد. كان الثامن من أصل 16 في بطولة العالم لسباقات الفورمولا واحد موسم 1978. حلّ النمساوي نيكي لاودا أولا بينما جاء الإيطالي ريكاردو باتريس في المركز الثاني.